# Gitannekesfoor
Gitannekesfoor was een meerdaags Belgisch muziek- en circusfestival in Blauberg tijdens het eerste weekend van september, dat na een periode van stilte in 2024 overging in een meerdaags muziek- en circusfestival in de Citadel van Diest: Cirque Gitan. 

## Historiek
In de zomer van 2008 werd een 'Gipsy party' georganiseerd op de weide aan de Groenheuvelstraat in Herselt ter bedanking van de vrijwilligers van de kerstkroeg. Dit feest werd in 2009 hernomen en omgedoopt tot de jaarlijkse Gitannekesfoor, een samentrekking van de Franse woorden 'gitan' ('zigeuner') en 'foire' ('kermis'). Sinds 2014 wordt het festival georganiseerd aan de minder zompige Witputstraat te Blauberg. In 2015 werd een documentaire uitgebracht over het festival.
Het kinderanimatieteam zorgde voor de allerkleinsten die 35% van de 8000-tal festivalgangers vertegenwoordigen. De editie van 2018 was de laatste omdat het te groot werd om helemaal door vrijwilligers te worden gedragen.
De vzw achter de Gitannekesfoor bleef echter bestaan. In 2022 maakte 'Gitannekesfoor' dan ook deel uit van 'Côté Bizar' op Pukkelpop.
De interesse tot organiseren van een eigen festival is blijven bestaan.
Een nieuwe doorstart kwam er in de zomer van 2024. Een nieuw 2-jaarlijks 3dagen durend festival van circus en beleving was een feit op de prachtige erfgoedsite van de Citadel in Diest. Met Cirque Gitan werd opnieuw een wondere wereld van vernieuwing, verval, verloren kunsten en gevonden geneugten geopend. Jong en oud konden 3 dagen lang genieten.
Om de jaren tussen het 3-daagse Cirque Gitan te overbruggen wordt in 2025 een eerste editie van het 2-jaarlijkse Soirée Gitan georganiseerd, in de vorm van één nacht vol verleiding, sensualiteit, gekkigheid, rariteiten, muziek, circus en show. 

## Line-up
| Editie | Artiesten |
| ------ | --- |
| 2014   | Lady Angelina, Ajde Zora, Swingdeer, Nicolas Mortelmans ft Sattar Khan, Mariachi Los Tarascos, Light in Babylon, Convoi Exceptional, Crappy Dog en Myosotis |
| 2015   | Sheik Yerbouti, The Valerie Solanas, Balcony Players, Los Callejeros, Gozba, Pardon Service, Dementaliteit, Zakouska en Pan De Capazo |
| 2016   | Sam Vloemans Band, Myosotis, La Fille D'Ernest, Los Kamer, Poppy Flower, Pie P. Klein, KlezmicnoiZ, Trikosis, Ushti Baba, Les Barbeaux, Aedell Wolf, Fanfaar Fatal, Blue Heathens Jazz Band en The Broken Heart Trio |
| 2017   | Anna RF, Down with the Gypsies, Re:UNION, Tlazoltèotl Orkestra, Alackadaisical, Lazarus Soundsystem, Croque Manouche, Caravan Disco Allstars, Nicolas Mortelmans Quartet, Buffo's Wake, The Incredible Stacks, Orchestre International De Vetex, Da Smats ft. Nonstop, Modern Fa'keyr, Duo Berlingo, Caravan Disco Allstars, 15ft6, Skratt, Brazzmatazz, Mariachi Reloaded, Cie Gorilla, Barto, Circus BUNK®, San Feluko ́s Ashes, Ladies In Red, Cirk biZ'arT, Karcocha, DJ Click, Equinox The Peacekeeper, Les Violons De Bruxelles, Daniel Dzidzonu, Helaba, De Ballen Van Balltazar, Locorotondo en Black Flower |
| 2018   | The Boerenzonen op Speed, Emzjes & 't koadazer, Lazarus Soundsystem, Jagmonkx, Freeborn Brothers, Condor Gruppe, Henge, Rude Boys Outta Jail, Cie Sitting Duck, Megahertz Cie, bFake, Drom & Surprise, Cirque du Platzak, Radio Storm, Sargam, Kolonel Djafaar, Evil Empire Orchestra, Segun Ola, The Grey Stars, Gypsy Ska Orquestra, Dj Gaetano Fabri, Cie Hoetchacha, Demented Brothers, Cie Mobil, Bapo De Toeterman, Tierlantijntjes, Fanfakids, Locorotondo, Circus Bunk Poly, Askoetes5'Tèitem, Nefertari & Mizkaoz , Kalio Gayo, Handkerchief, Guido Belcanto & groep, Brussels Balkan Orchestra, Placenta plays Placebo, Worldshake DJ Crew, Big Tone & Blue man, Tripotes la Cie, Cie okidok, Tierlantijntjes, Be Flat, Murga Agrum, Twist Circusinitiatie, Stroef, Rudi, Scheefdruk |